# Ливарний чавун
Ливарний чавун — чавун з високою рідкотекучістю, один з видів доменного чавуну. Має підвищений порівняно з переробним чавуном вміст кремнію — від 1,21 — 1,60 % до 3,21 — 3,60 % (у ливарному рафінованому чавуні — від 0,81 — 1,20 % до 3,21 — 3,60 %). Містить більшу частину вуглецю у вигляді вільного графіту — графітизації сприяє великий вміст кремнію. Ливарний чавун має сірий колір зламу, невелику усадку, значну стійкість проти зношування, його легко обробляти на металорізальних верстатах.
Розрізняють ливарний чавун природнолегований (з хімічними елементами, що містяться в залізній руді), коксовий, спеціальний і рафінований (магнієм або сумішами, що містять магній; див. рафінування металів). З природнолегованого і коксового ливарного чавуну виготовляють фасонні вироби. Спеціальний ливарний чавун застосовують у виробництві ковкого чавуну, рафінований ливарний чавун — при одержанні високоміцного чавуну і сірого чавуну.
Згідно ДСТУ 3132-95 (ГОСТ 4832-95), залежно від масової частки кремнію та призначення чавун виготовляють: 
- ливарний (Л), марок: Л1; Л2; Л3; Л4; Л5; Л6.
- ливарний рафінований магнієм (ЛР), марок: ЛР1; ЛР2; ЛР3; ЛР4; ЛР5; ЛР6; ЛР7.